# Deutschbrasilianer
Deutschbrasilianer (auf Portugiesisch wissenschaftlich: teuto-brasileiro oder germano-brasileiro, umgangssprachlich: alemão) werden die Einwohner Brasiliens mit deutschen Wurzeln genannt. Eine weitere Bezeichnung ist Brasilianer deutscher Abstammung (Brasileiros de ascendência alemã).
Die Einordnung kann nach Sprache, Ethnie, Nationalität oder Geburtsort vorgenommen werden und unterscheidet sich je nach verwendetem Kriterium. Deutschbrasilianer leben hauptsächlich im äußersten Süden und Südosten des Landes in den Staaten Rio Grande do Sul, Santa Catarina, Paraná, São Paulo und Espírito Santo, sind aber teilweise über das gesamte Land verstreut.
Die Zahl der deutschstämmigen Brasilianer wird meist zwischen 2 und 5 Millionen angegeben (die Zahlen schwanken sehr stark). Aufgrund von starker Vermischung von Teilen der Deutschbrasilianer wird angenommen, dass bis zu 12 Millionen Brasilianer zumindest teilweise deutsche Vorfahren haben. Etwa 600.000 Menschen (andere Quellen sprechen von 1,5 Millionen) sprechen Deutsch als Muttersprache (haben aber im Allgemeinen auch Portugiesisch als zweite Muttersprache). In Santa Catarina und Rio Grande do Sul stellen Deutschbrasilianer knapp 40 % der Bevölkerung. In einzelnen Städten liegt der Anteil noch deutlich höher.
Deutschbrasilianer sind brasilianische Staatsbürger. Nur eine kleine Anzahl von Personen besitzt die deutsche oder sonstige Staatsangehörigkeit aus dem deutschen Sprachraum.

## Deutsche Sprache

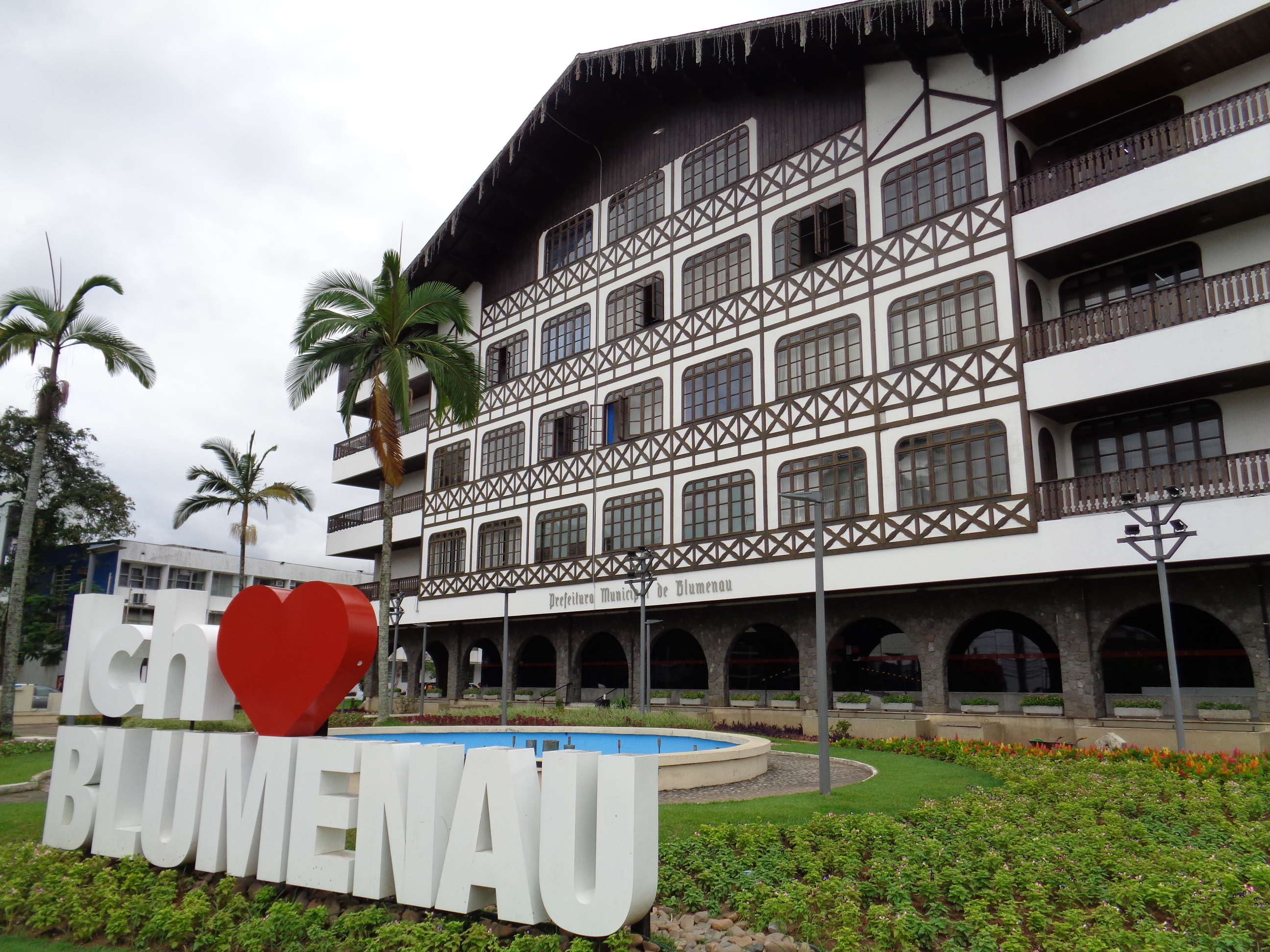
Ich liebe Blumenau, vor dem Rathaus von Blumenau, Santa Catarina, Brasilien.

Die Angaben über die Zahl der Deutschsprachigen schwanken sehr stark. Mindestens eine halbe Million Personen haben Deutsch als Muttersprache. Viele Deutschbrasilianer verstehen Deutsch mehr oder weniger gut, benutzen aber Portugiesisch als Alltagssprache. Der überwiegende Anteil der Deutschbrasilianer spricht kaum noch die Sprache der deutschen Vorfahren.
In Brasilien werden verschiedene deutsche bzw. niederdeutsche Dialekte gesprochen, so z. B. Riograndenser Hunsrückisch, Plautdietsch und Schwäbisch. Vor dem Zweiten Weltkrieg war der Anteil der Deutschsprecher weitaus höher. Mit der Politik des Estado Novo unter dem Präsidenten Getúlio Vargas (1930 bis 1945 und von 1950 bis 1954) wurde in Brasilien eine Nationalisierungskampagne durchgeführt und der Assimilierungsprozess gefördert; die Verwendung anderer Sprachen als Portugiesisch war an Schulen und teilweise auch in der Öffentlichkeit nicht mehr gestattet. Als Brasilien am 22. August 1942 auf der Seite der Alliierten in den Krieg eintrat, verschlechterte sich die Situation der deutschsprachigen Bevölkerung weiter, da antideutsche Politik betrieben und die deutsche Sprache verboten wurde. Obwohl das Verbot nur fünf Jahre lang galt, war es doch sehr wirkungsvoll, so dass heute Deutsch meist nur noch im Familien- und Freundeskreis gesprochen wird.

## Einwanderung

Auswanderer aus dem württembergischen Nendingen treffen sich 1920 in Rio de Janeiro

| Zeitraum  | Einwanderer |
| --------- | ----------- |
| 1824–1847 | 8.176       |
| 1848–1872 | 19.523      |
| 1872–1879 | 14.325      |
| 1880–1889 | 18.901      |
| 1890–1899 | 17.084      |
| 1900–1909 | 13.848      |
| 1910–1919 | 25.902      |
| 1920–1929 | 75.801      |
| 1930–1939 | 27.497      |
| 1940–1949 | 6.807       |
| 1950–1959 | 16.643      |
| 1960–1969 | 5.659       |

Zu den Deutschbrasilianern werden die Nachkommen ehemaliger muttersprachlich Deutsch sprechender Einwanderer (ethnische Deutsche), zumeist aus dem früheren und heutigen mitteleuropäischen deutschen Sprachraum: Deutschland, Österreich, Deutschschweiz, aber auch Russlanddeutsche wie die Wolgadeutschen und Bessarabiendeutschen, die insbesondere ab den 1870er Jahren im Campos Gerais do Paraná siedelten, gezählt. In den amtlichen Dokumenten des Kaiserreichs wurden alle als Deutsche eingestuft, „die auf Schiffen aus deutschen Häfen ankamen, darunter auch Schweizer, Norweger, Russen, Polen und viele andere“.

## Deutsches Erbe
Aufgrund der zunehmenden Assimilation gehen die deutsche Sprache und Kultur in Brasilien langsam aber stetig zurück. Lothar Wieser hat in seiner Dissertation gezeigt, dass bereits der Erste Weltkrieg für die Deutschen in Südbrasilien einen tiefen Einschnitt darstellte, sprachen sie bis dahin in den deutschen (Turn-)Vereinen und Kirchen ausschließlich Deutsch, so wurde nun Deutschland differenziert betrachtet und in Kirche und Verein immer mehr Portugiesisch gesprochen. Allerdings fließen einzelne Teile der Kultur durch Assimilationsprozesse in die brasilianische Gesellschaft mit ein. Bekannt ist das Oktoberfest Blumenau, welches das zweitgrößte Oktoberfest außerhalb Deutschlands und das zweitgrößte Volksfest in Brasilien nach dem Karneval in Rio de Janeiro ist. Aber auch die heute starken Wirtschaftsbeziehungen zwischen Brasilien und Deutschland sind zu einem nicht unbedeutenden Teil auf historische Beziehungen der Deutschbrasilianer mit ihrem ehemaligen Mutterland zurückzuführen.
Heute ist eine zunehmende Vermischung besonders mit Nachfahren anderer europäischer Auswanderer (Portugiesen und Italiener) festzustellen. Insbesondere protestantische Deutschbrasilianer versuchen noch ihr deutsches Erbe teilweise zu bewahren.
Im Distrikt Entre Rios des Munizips Guarapuava, Bundesstaat Paraná, besteht eine 1951 gegründete Auswanderergemeinde der Donauschwaben.

## Bekannte Deutschbrasilianer
- Alisson (* 1992), Fußballspieler
- Paulo Evaristo Arns (1921–2016), Kardinalprotopriester und Erzbischof von São Paulo
- Zilda Arns (1934–2010), Ärztin und Präsidentin der Pastoral da Criança, der Kinderpastoral der katholischen Kirche
- Eike Fuhrken Batista (* 1956), Unternehmer
- João Batista Becker (1870–1946), Bischof von Porto Alegre
- Tomas Behrend (* 1974), Tennisspieler
- Albertina Berkenbrock (1919–1931), Reinheitsmärtyrerin; 2007 von der katholischen Kirche seliggesprochen
- Hermann Blumenau (1819–1899), Gründer der Stadt Blumenau
- Gisele Bündchen (* 1980), Model, Klimaaktivistin und Geschäftsfrau
- Roberto Burle Marx (1909–1994), Landschaftsarchitekt, Pflanzensammler und Maler
- Herbert Caro (1906–1991), Rechtsanwalt, Übersetzer und Tischtennisspieler
- Cintia Dicker (* 1986), Model
- Rudolf Dobermann (1902–1979), Leichtathletiktrainer
- Ottokar Dörffel (1818–1906), Rechtsanwalt, Redakteur und Verleger
- Hans Donner (* 1948), Designer
- Ludwig Engels (1905–1967), Schachmeister
- Vera Fischer (* 1951), Schauspielerin
- Arthur Friedenreich (1892–1969), Fußballspieler
- Hermann Friese (1880–1945), Fußballspieler und Leichtathlet
- Ernesto Geisel (1908–1996), Staatspräsident während der Militärdiktatur von 1974–1979
- Astrud Gilberto (1940–2023), Musikerin
- Christian Maicon Hening (* 1978), Fußballspieler
- Ana Hickmann (* 1981), Fernsehmoderatorin
- Lindolfo Hill (1917–1977), Gewerkschafter und Politiker
- Ingo Hoffmann (* 1953), Rennfahrer, zwölffacher brasilianischer Meister
- Nelson Hoffmann (* 1939), Schriftsteller
- Clemens Holzmeister (1886–1983), Architekt
- Cláudio Hummes (1934–2022), Ordensgeistlicher und Kurienkardinal der römisch-katholischen Kirche
- Heinrich Wilhelm Hunsche (1839–1934), evangelischer Pfarrer und Missionar in Südbrasilien
- Jorge Gerdau Johannpeter (* 1936), Unternehmer
- Andreas Rudolf Kisser (* 1968), Gitarrist der Band Sepultura
- Thomaz Koch (* 1945), Tennisspieler
- Caio Koch-Weser (* 1944), Politiker
- Julius Friedrich Koeler (1804–1847), Ingenieuroffizier, Koloniedirektor, gilt als Gründer von Petrópolis
- Hans-Joachim Koellreutter (1915–2005), Komponist, Flötist, Dirigent und Musikpädagoge.
- Karl von Koseritz (1832–1890), Journalist, Politiker und Sprecher der deutschen Immigranten im Süden Brasiliens
- Gustavo Kuerten (* 1976), Tennisspieler
- Maria Lenk (1915–2007), Weltrekordschwimmerin die als erste südamerikanische Frau an Olympischen Spielen teilgenommen hat
- Lya Luft (1938–2021), Schriftstellerin
- José Lutzenberger (1926–2002), Politiker, Umweltaktivist
- Henrique Mecking (* 1952), Schachmeister
- Xuxa Meneghel (* 1963), Fernsehmoderatorin und Sängerin
- Otto Ernst Meyer (1897–1966), Gründer und erster Präsident der ehemals größten brasilianischen Fluggesellschaft VARIG
- Ana Cláudia Michels (* 1981), Model
- Filinto Müller (1900–1973), Politiker
- Johann Friedrich Theodor Müller (1822–1897), Biologe und Naturforscher
- Lauro Müller (1863–1926), Politiker
- Oscar Niemeyer (1907–2012), Architekt, entwarf zahlreiche öffentliche Gebäude für die brasilianische Hauptstadt Brasília
- Hans Nobiling (1877–1954), Fußballpionier
- Herch Moysés Nussenzveig (1933–2022), Physiker
- Emílio Odebrecht (1894–1962), Ingenieur und Geschäftsmann
- Norberto Odebrecht (1920–2014), Bauingenieur und Bauunternehmer
- Marcelo Pletsch (* 1976), Fußballspieler
- Suzane von Richthofen, verurteilte Elternmörderin
- Paulo Rink (* 1973), Fußballspieler
- Ludwig August von Sachsen-Coburg und Gotha (1845–1907), Admiral
- Eusébio Scheid (1932–2021), Ordensgeistlicher und römisch-katholischer Erzbischof von Rio de Janeiro
- Robert Scheidt (* 1973), Segler (zweifacher Olympiasieger und achtfacher Weltmeister)
- Mário Schenberg (1914–1990), Physiker, Kunstkritiker und Schriftsteller
- Odilo Pedro Scherer (* 1949), Erzbischof
- Vicente Scherer (1903–1996), Erzbischof von Porto Alegre
- Wilhelm Theodor von Schiefler (1828–1884), deutsch-brasilianischer Schriftsteller, Lehrer und Sprachwissenschaftler
- Oscar Schmidt (* 1958), Basketballspieler
- Ivan Seibel (* 1947), Mediziner, Autor und Übersetzer
- Helmut Sick (1910–1991), Ornithologe
- Hans Stern (1922–2007), Großjuwelier
- Pedro Weingärtner (1853–1929), Maler
- José Nelson Westrupp (* 1939), Bischof
- Jana Ina Zarrella (* 1976), Model, Moderatorin
- Werner Zotz (* 1947), Schriftsteller